# Університети Австралії
Закон країн Співдружності від 2003 року «Про підтримку вищої освіти» (англ. Higher Education Support Act; HESA) встановлює три групи закладів вищої освіти в Австралії: університети, інші самостійні вищі навчальні заклади, державні та місцеві вищі навчальні заклади. Станом на 2017 рік, в Австралії працює 39 державних і 3 приватних університети — університет Бонда (1987) у Голд-Кості (Квінсленд); Австралійський католицький (1991), зосереджений у 7 кампусах у Східній Австралії; університет Нотр-Дам (1989) у Західній Австралії. Ряд державних університетів отримав свій статус лише наприкінці 1980-х років. Найстаріші університети країни: Сіднейський, заснований 1850 року, та Мельбурнський — 1853 року. 
1996 року в університетах Австралії навчалося 630 тис. осіб, з них 72 % (458 тис.) з метою отримання диплома бакалавра. Тривалість навчання коливається від 3 років для здобуття ступеня бакалавра наук або мистецтв до 6 років для отримання диплома лікаря або хірурга. Університети Мельбурнський, Квінслендський і Нової Англії надають заочну освіту за деякими спеціальностями. Навчальний рік для студентів починається у березні й триває по листопад; у Сіднейському — з лютого по грудень.

## Класифікація
Державні університети фінансуються федеральним урядом відповідно до визнаного наукового профілю. Державні університети поділяють на три групи.
До першої групи відносять університети, які були засновані давно і мають чітко виражену наукову орієнтацію:
- Сіднейський (заснований 1850 року);
- Мельбурнський (1853);
- Аделаїдський (1874);
- Тасманійський (1890) у Гобарті;
- Квінслендський (1909) у Брисбені;
- Західноавстралійський (1911) у Перті.

До другої групи відносяться університети, створені в післявоєнний період, які, крім потужної наукової бази, приділяють велику увагу підготовці викладачів:
- Австралійський національний університет у Канберрі (заснований 1946 року), з автономним Інститутом наукових досліджень;
- Університет Нового Південного Уельсу (1949) і Маккуорі (1964) в Сіднеї;
- Університет Монаша (1961) і Латроб (1967) в Мельбурні;
- Університет Нової Англії в Армідейлі (1954);
- Університет Ньюкасла в Ньюкаслі (1965);
- Університет Фліндерса в Аделаїді (1966);
- Університет Джеймса Кука в Таунсвіллі (1970);
- Університет Гриффіта в Брисбені (1975);
- Університет Мердока в Перті (1975);
- Університет Вуллонгонга у Вуллонгонзі (1975);
- Університет Дікіна в Джилонзі (1974).

Третя група охоплює університети, організовані в останні роки, деякі з них були перетворені з учительських коледжів, технологічних інститутів. До цієї групи входять:
- у Новому Південному Уельсі — Сіднейський технологічний (отримав університетський статус 1988 року), Західносіднейський (1989), Південного Хреста (1994) і університет Чарльза Стерта (1989);
- у Вікторії — Королівський Мельбурнський технологічний університет (1992), Балларатський (1994), Суїнбернський технологічний (1992) та технологічний штату Вікторія (1990);
- у Квінсленді — Квінслендський технологічний (1989), Західно- (1991) та Центральноквінслендський університети (1994);
- у Західній Австралії — університет Едіт Кован (1985) і технологічний університет Кертін (1986);
- у Канберрі — Канберрський університет (1990);
- у Північній Території — університет Чарльза Дарвіна (1989).

## Таблиця
|        | Університет                                                        | Місто                              | Штат, територія                     | Заснований | Отримав статус | THE     | ARWU    | QS      | CWTS | Фото | Кольори | Сайт |
| ------ | ------------------------------------------------------------------ | ---------------------------------- | ----------------------------------- | ---------- | -------------- | ------- | ------- | ------- | ---- | ---- | ------- | ---- |
| ACU    | Австралійський католицький (Australian Catholic University)        | Сідней, Брисбен, Канберра та ін.   | загальнонаціональний                | 1991       | 1991           | 601–800 |         | 701+    |      |      |         |      |
| ANU    | Австралійський національний (Australian National University)       | Канберра                           | Австралійська столична територія    | 1946       | 1946           | 47      | 77=     | 22      | 100  |      |         |      |
|        | Бонда (Bond University)                                            | Голд-Кост                          | Квінсленд                           | 1987       | 1987           | 501–600 |         | 461–470 |      |      |         |      |
|        | Карнеґі — Меллона (Carnegie Mellon University)                     | Аделаїда                           | Південна Австралія                  | 2006       | 2006           |         |         |         |      |      |         |      |
| CQU    | Центральноквінслендський (Central Queensland University)           | Рокгемптон, Брисбен, Сідней та ін. | Квінсленд                           | 1967       | 1992           | 401–500 |         | 601–650 |      |      |         |      |
| CDU    | Чарльза Дарвіна (Charles Darwin University)                        | Дарвін                             | Північна Територія                  | 2004       | 2004           | 251–300 |         | 551–600 |      |      |         |      |
| CSU    | Чарльза Стерта (Charles Sturt University)                          | Олбері, Батерст та ін.             | Новий Південний Уельс               | 1989       | 1989           |         |         | 701+    |      |      |         |      |
| CU     | Кертіна (Curtin University)                                        | Перт                               | Західна Австралія                   | 1966       | 1986           | 401–500 | 201–300 | 306=    | 312  |      |         |      |
| DU     | Дікіна (Deakin University)                                         | Мельбурн, Джилонг, Варнамбул       | Вікторія                            | 1974       | 1974           | 251–300 | 201–300 | 355     | 314  |      |         |      |
| ECU    | Едіт Кован (Edith Cowan University)                                | Перт                               | Західна Австралія                   | 1902       | 1991           | 501–600 |         | 701+    |      |      |         |      |
| FedUni | Федеральний австралійський (Federation University Australia)       | Балларат                           | Вікторія                            | 1870       | 1994           |         |         |         |      |      |         |      |
| FU     | Фліндерса (Flinders University)                                    | Аделаїда                           | Південна Австралія                  | 1966       | 1966           | 351–400 | 301–400 | 551–600 | 345  |      |         |      |
| GU     | Гриффіта (Griffith University)                                     | Брисбен, Голд-Кост                 | Квінсленд                           | 1971       | 1971           | 251–300 | 301–400 | 336     | 300  |      |         |      |
| JCU    | Джеймса Кука (James Cook University)                               | Таунсвілл                          | Квінсленд                           | 1970       | 1970           | 251–300 | 201–300 | 340=    | 129  |      |         |      |
|        | Ла Троба (La Trobe University)                                     | Мельбурн, Бендіго та ін.           | Вікторія, Новий Південний Уельс     | 1964       | 1964           | 351–400 | 301–400 | 386=    | 430  |      |         |      |
|        | Маккуорійський (Macquarie University)                              | Сідней                             | Новий Південний Уельс               | 1964       | 1964           | 251–300 | 201–300 | 247=    | 361  |      |         |      |
|        | Монаша (Monash University)                                         | Мельбурн                           | Вікторія                            | 1958       | 1958           | 74      | 79=     | 65      | 168  |      |         |      |
|        | Мердока (Murdoch University)                                       | Перт                               | Західна Австралія                   | 1973       | 1973           | 401–500 |         | 501–550 |      |      |         |      |
| QUT    | Квінслендський технологічний (Queensland University of Technology) | Брисбен                            | Квінсленд                           | 1908       | 1989           | 201–250 | 201–300 | 276     | 437  |      |         |      |
| RMIT   | МКТІ (Royal Melbourne Institute of Technology)                     | Мельбурн                           | Вікторія                            | 1887       | 1992           | 401–500 | 401–500 | 252=    | 393  |      |         |      |
| SCU    | Південного Хреста (Southern Cross University)                      | Коффс-Гарбор, Лісмор, Твід-Гедс    | Новий Південний Уельс               | 1954       | 1994           | 501–600 |         |         |      |      |         |      |
|        | Свінборнський технологічний (Swinburne University of Technology)   | Мельбурн                           | Вікторія                            | 1908       | 1992           | 351–400 | 401–500 | 441–450 | 159  |      |         |      |
|        | Торренса (Torrens University Australia)                            | Аделаїда, Мельбурн, Окленд та ін.  | загальнонаціональний, Нова Зеландія | 2014       | 2014           |         |         |         |      |      |         |      |
|        | Аделаїдський (University of Adelaide)                              | Аделаїда                           | Південна Австралія                  | 1874       | 1874           | 142     | 101–150 | 125     | 203  |      |         |      |
| UC     | Канберрський (University of Canberra)                              | Канберра                           | Австралійська столична територія    | 1967       | 1990           | 401–500 |         | 551–600 |      |      |         |      |
|        | Університет богослов'я (The University of Divinity)                | Мельбурн, Аделаїда, Сідней         | загальнонаціональний                | 1910       | 2012           |         |         |         |      |      |         |      |
| UM     | Мельбурнський (University of Melbourne)                            | Мельбурн                           | Вікторія                            | 1853       | 1853           | 33=     | 40      | 42      | 123  |      |         |      |
| UNE    | Нової Англії (University of New England)                           | Армідейл                           | Новий Південний Уельс               | 1938       | 1954           |         |         | 701+    |      |      |         |      |
| UNSW   | Нового Південного Уельсу (University of New South Wales)           | Сідней, Канберра                   | Новий Південний Уельс               | 1949       | 1949           | 78=     | 101–150 | 49=     | 195  |      |         |      |
| UoN    | Ньюкаслський (The University of Newcastle)                         | Ньюкасл, Сентрал-Кост та ін.       | Новий Південний Уельс               | 1951       | 1965           | 201–250 | 301–400 | 223     | 198  |      |         |      |
| NDA    | Нотр-Дам (The University of Notre Dame Australia)                  | Фрімантл, Брум, Сідней             | Західна Австралія                   | 1989       | 1989           |         |         |         |      |      |         |      |
| UQ     | Квінслендський (University of Queensland)                          | Брисбен                            | Квінсленд                           | 1909       | 1909           | 60=     | 55      | 51=     | 143  |      |         |      |
| UniSA  | Південноавстралійський (University of South Australia)             | Аделаїда                           | Південна Австралія                  | 1856       | 1991           | 251–300 |         | 288=    | 395  |      |         |      |
| USQ    | Південноквінследський (University of Southern Queensland)          | Тувумба                            | Квінсленд                           | 1967       | 1992           | 601–800 |         | 701+    |      |      |         |      |
| USC    | Саншайн-костський (University of the Sunshine Coast)               | Саншайн-Кост                       | Квінсленд                           | 1994       | 1994           | 501–600 |         |         |      |      |         |      |
| USYD   | Сіднейський (University of Sydney)                                 | Сідней                             | Новий Південний Уельс               | 1850       | 1850           | 60=     | 82      | 46=     | 197  |      |         |      |
| UTAS   | Тасманійський (University of Tasmania)                             | Гобарт, Лонсестон, Берні, Сідней   | Тасманія                            | 1890       | 1890           | 301–350 | 201–300 | 370=    | 320  |      |         |      |
| UTS    | Сіднейський технологічний (University of Technology Sydney)        | Сідней                             | Новий Південний Уельс               | 1870       | 1988           | 196     | 301–400 | 160     | 122  |      |         |      |
| UWA    | Західноавстралійський (The University of Western Australia)        | Перт                               | Західна Австралія                   | 1911       | 1911           | 125     | 96=     | 102=    | 274  |      |         |      |
| UoW    | Вуллонгонзький (University of Wollongong)                          | Вуллонгонг                         | Новий Південний Уельс               | 1951       | 1975           | 251–300 | 301–400 | 218     | 264  |      |         |      |
|        | Західносіднейський (Western Sydney University)                     | Сідней                             | Новий Південний Уельс               | 1891       | 1989           | 401–500 | 301–400 | 551–600 | 272  |      |         |      |
| VU     | Штату Вікторія (Victoria University)                               | Мельбурн                           | Вікторія                            | 1916       | 1990           | 351–400 |         | 651–700 |      |      |         |      |

## Університетські групи
- Австралійська технологічна мережа (англ. Australian Technology Network; ATN) — спілка технологічно орієнтованих університетів.
- Група восьми (англ. Group of Eight; Go8) — найкращі австралійські університети, зорієнтовані на наукові дослідження.
- Інноваційні дослідницькі університети (англ. Innovative Research Universities Australia; IRUA) — група дослідницьких університетів, зосереджених на інноваціях.
- Мережа регіональних університетів (англ. Regional Universities Network; RUN) — група регіональних університетів.
- Відкриті університети Австралії (англ. Open Universities Australia; OUA) — група університетів, які пропонують курси дистанційної освіти як частину спільної платформи.
- Пісковикові університети (англ. Sandstone Universities) — неофіційна група найстаріших університетів Австралії.
- Зелені університети (англ. Verdant universities) — неформальна група австралійських університетів, заснована в 1960-х і 1970-х роках.
- Австралійсько-європейська — Утрехтська мережа (англ. Utrecht Network) — мережа з 7 австралійських університетів та утрехтської мережі 31 європейського університету, які співпрацюють у програмах обміну студентами.
- Асоціація університетів Співдружності (англ. Association of Commonwealth Universities) — мережа 535 університетів із 37 країн Співдружності.